# Fort de Chillon
Le fort de Chillon est un ouvrage militaire situé sur la Riviera vaudoise en face du château de Chillon en Suisse. Construit entre 1941 et 1942 comme fort d'artillerie et d'infanterie, il perdit sa mission d'artillerie en 1978 et ne servit plus qu'à interdire l’étroit passage entre le Léman et le versant abrupt des Préalpes vaudoises afin de protéger l'accès au Chablais depuis le plateau (et inversement). Implantée sur un « passage obligé », la position de barrage de Chillon « constitue probablement en Suisse un des exemples les plus frappants de la continuité historique en matière de renforcement de terrain ». Outre le fort, une douzaine d'ouvrages d’infanterie, une dizaine de barricades routières et obstacles antichars ainsi que plusieurs ouvrages minés (de) constituent cette position de barrage. Un musée interactif et immersif est ouvert dans le fort depuis décembre 2020.

## Histoire

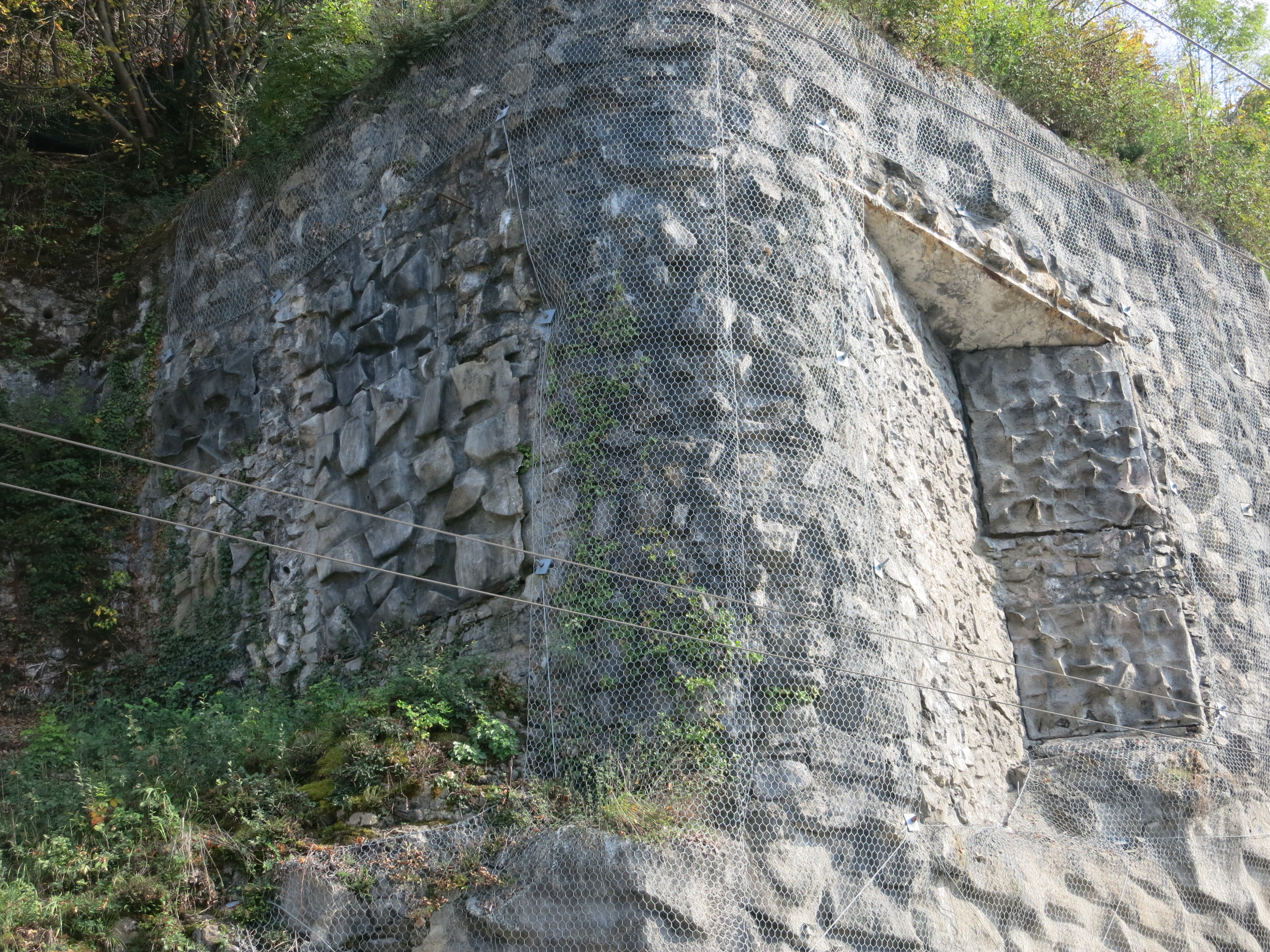
Extérieurs des embrasures de la casemate C5 dominant la route principale avec les volets de camouflage fermés.

Dans une étude datant de 1882 le colonel Aubert proposait de barrer l’axe du Simplon à Chillon. En 1939, les premières fortifications de campagnes sont érigées dans les jardins du château de Chillon.
Construit comme fort d'artillerie et d'infanterie dans la première moitié de l'année 1941, l'ouvrage est remis à l'armée suisse en 1942 et occupé pour la première fois en août. Dès 1942, le fort de Champillon couvre de son artillerie la position de barrage de Chillon. Le fort sera transformé et agrandi en 1960, l'entrée en bordure de route est déplacée plus au Sud (arrêt du bus) et un magasin à munitions est réalisé selon les nouvelles normes. En 1978, il perd sa fonction d'artillerie et conserve uniquement son rôle de fort d'infanterie. Il est utilisé comme fortification militaire jusqu'en 1994 et fut déclassé « secret défense » le 23 mars 2001.

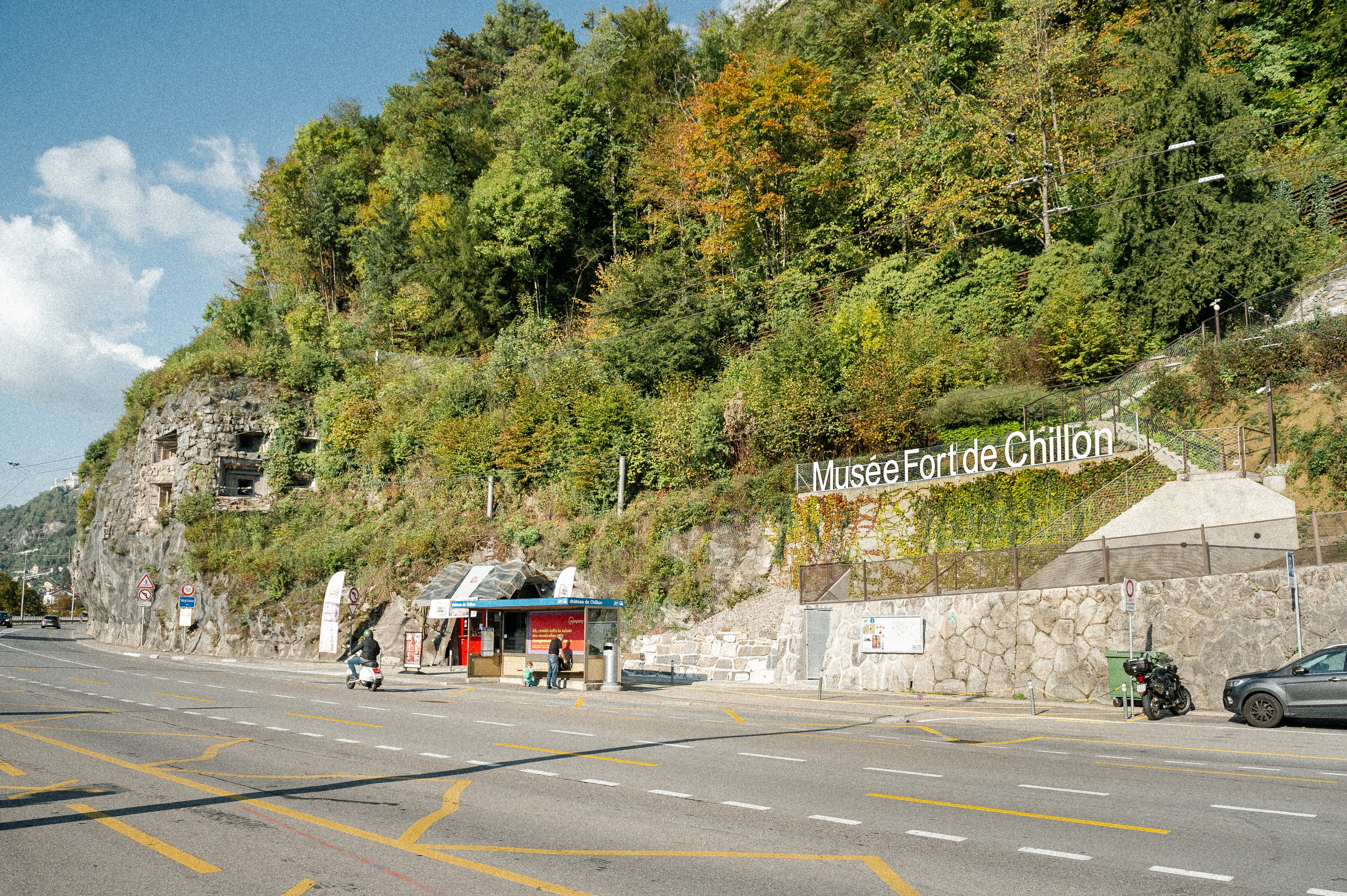
L'entrée du musée du Fort de Chillon en 2022

En 2004, l'État de Vaud renonce à racheter le fort, tout comme la commune de Veytaux une année plus tard. C'est finalement un groupe privé qui le rachète en 2010 et le transforme pour accueillir des caves à vin privées. Des évènements culturels sont également organisés sur les lieux, tout comme des visites guidées, éventuellement couplées à celles du Château de Chillon situé de l'autre côté de la route.
En juin 2013 est créée la société Fort de Chillon. En 2018, elle obtient l’obtention du permis de construire d'un musée, permettant le lancement du projet d'un coût global de 9 millions. Le musée du Fort de Chillon ouvre en décembre 2020.

## Fort

### Garnison
En 1942 l’ouvrage d’artillerie est d'abord occupé par la compagnie d'artillerie de forteresse 9 (cp art fort 9) devenue en 1943 la compagnie d'artillerie de forteresse II/4 (cp art fort II/4) subordonnée au groupe fort 4 dont l’état-major occupait le fort de Champillon en dessus d’Aigle, lui-même subordonné administrativement au régiment de forteresse 19 (rgt fort 19) qui occupait tous les ouvrages de la compagnie garde-forts 10 (cp GF 10), soit Champillon (A365), Petit-Mont (A130), Toveyres (A140), Savatan (A200), Dailly (A250), Scex (de)/Ermitage (A160), Cindey (A155), Les Follatères (de) (A66), Vernayaz (A68/69), Champex (de) (A46) et Commeire (de) (A27). La subordination tactique de la garnison du fort était l’affaire du régiment d'infanterie 88 (rgt inf 88), ce régiment, comme le régiment de forteresse 19, était subordonné à la brigade de forteresse 10 (br fort 10), elle-même subordonnée à la division de montagne 10 (div mont 10) du corps d'armée de montagne 3 (de). La cp art fort II/4 occupait également deux ouvrages et cinq fortins d'infanterie entourant le fort, ainsi que les ouvrages de Fenalet (St-Gingolph), sur la rive opposée du lac, et de la Porte du Scex. La défense extérieure était assurée par une section du régiment d'infanterie 88 (rgt inf 88), lui aussi subordonné à la brigade de forteresse 10. Elle occupait un ouvrage d’infanterie situé au-dessus du fort.
En 1978, l’ordre de bataille changea et la compagnie d'ouvrage 55 (cp ouv 55) fut créée, elle était subordonnée au régiment d'infanterie de montagne 5 (rgt inf mont 5), elle-même subordonnée à la brigade de forteresse 10 (br fort 10). Elle occupait alors le fort d'infanterie de Chillon, les ouvrages précédemment cités et neuf fortins d'infanterie du point d'appui Grande Eau. Durant cette période, les ouvrages minés (OMI) étaient préparés par la compagnie de minage 50 (cp mi 50). La compagnie d'ouvrage 55 occupa le fort jusqu'au plan directeur Armée 95 qui condamna partiellement l’ouvrage. Le dernier cour de répétition de la compagnie eut lieu en 1994.

### Description

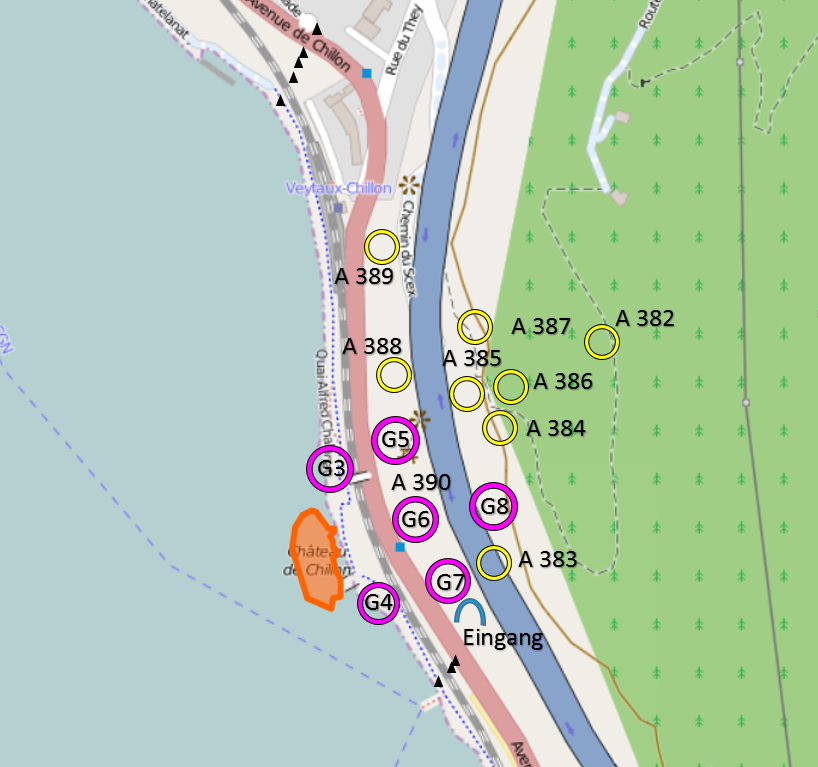
Le fort (A390) et la position de barrage de Chillon; rose : positions des casemates du fort (C3 à C8), jaune : ouvrages sous roc et fortins d'infanterie (A382 à A389), triangle noir : barrages antichars, rouge : Route principale H9, bleu : le viaduc de l'A9 (inexistant lors de la construction du fort), orange : Château de Chillon.

Blocs de combat et armes de forteresse
- Casemate C3 : 1 canon antichars de 7,5 cm (remplacé ensuite par un can ach 9 cm 50) sur affût spécial Giovanola (Monthey) (étage supérieur) et 2 Obs/FM (étage inférieur). Pour la défense de la voie ferrée en direction du nord (G3 sur le plan).
- Casemate C4 : 1 canon antichars de 7,5 cm (remplacé ensuite par un can ach 9 cm 50) sur affût spécial Giovanola (Monthey) (étage supérieur), 1 Mitr 51 (de) et 1 Obs/FM (étage inférieur). Pour la défense de la voie ferrée en direction du sud (G4 sur le plan).
- Casemate C5 : 1 canon antichars de 7,5 cm (can ach 7,5 cm) sur affût spécial Giovanola (Monthey) pour le tir direct, remplacé par un canon antichars de 9 cm (can ach 9. cm 50) sur affût à pivot en 1962, 1 mitr et 1 Obs/FM (étage inférieur) et 1 mitr et 2 Obs/FM (étage supérieur). Pour la défense de la route principale en direction du nord (G5 sur le plan).
- Casemate C6 : 2 Obs/FM. Située entre C5 et C7, elle bat en direction du château et sert de contre-ouvrage (avec C5 et C7) à C3 et C4 (G6 sur le plan)
- Casemate C7 : 1 canon antichars de 7,5 cm (can ach 7,5 cm) sur affût spécial Giovanola (Monthey) pour le tir direct, remplacé par un canon antichars de 9 cm (can ach 9 cm 50) sur affût à pivot en 1962, 1 mitr et 1 Obs/FM (étage inférieur) et 1 mitr et 2 Obs/FM (étage supérieur). Pour la défense de la route principale en direction du sud (G7 sur le plan).
- Casemate C8 : 2 canons de 7,5 cm (can ach 7,5 cm) sur affût à leviers (ou parallélogramme)[8] (2 étages inférieurs), 2 Obs/FM + 1 obs art (étage supérieur). Pour le tir d'artillerie entre Vouvry et St-Gingolph (positions de barrage de St-Gingolph-Fenalet et de la Porte du Scex), les pièces sont retirées en 1978 lorsque l'ouvrage d'artillerie devint un fort d'infanterie (G8 sur le plan). Cette casemate est équipée d'un ascenseur pour chariot à munition.
- Couloir d'entrée protégé par un bloc de combat Obs/FM
- Les 5 mitrailleuses 11 (Mitr 11 (de)) (refroidissement à eau) des casemates C4, C5 (2x) et C7(2x) ont été remplacées en 1972 par des mitrailleuses de forteresse 51 (Mitr 51 (de)).
- Armes mobiles : 19 fusils mitrailleurs (Fm 25 (de)) remplacés par 6 Fass 57, les soldats étant équipé de ce même fusil d'assaut.

Caractéristiques

Plan intérieur du fort de Chillon (Musée du Fort de Chillon).

- Garnison : une compagnie de forteresse (cp art fort 9, 1943 : cp art fort II/4, 1978 : cp ouv 55)
- un cantonnement avec 131 lits (dortoirs, chambre du commandant, chambre des officiers, bureau, réfectoire, messe, sanitaire, cuisine, infirmerie)
- Centrale téléphonique : 1 UZ 53 pour 45 lignes et 1 Philips art P 66/40
- Poste central de tir (PCT)
- Usine avec deux générateurs Sulzer (Sulzer 3 ZG 9. mod 38 de 60 ch (10 lts/h), 63 kW et Sulzer 4 T 18 de 120 ch (31 lts /h), 100 kW) système de ventilation
- Réserve de 24 000 litres (3 x 8 000 l) de carburants
- Réserve de 69 500 litres d'eau
- Station de pompage (entre C3 et C4) de l’eau du lac pour l’alimentation du système de refroidissement des moteurs Diesel
- Magasin munitions construit en 1960 avec un sas antisouffle côté casernement et une galerie d’échappement
- Seconde entrée (galerie d'échappement du MM)
- La casemate C8 est équipé d'un ascenseur pour chariot à munition.
- Pigeonnier  avec sas de sortie pour pigeons (casemate C7)
- 11 Fak (Feldanschlusskasten), des boîtes de raccordement de campagne du réseau téléphonique enterré répartis dans le terrain autour du fort pour la communication avec la défense extérieur. En général 6 à 10 lignes aboutissent à un Fak.

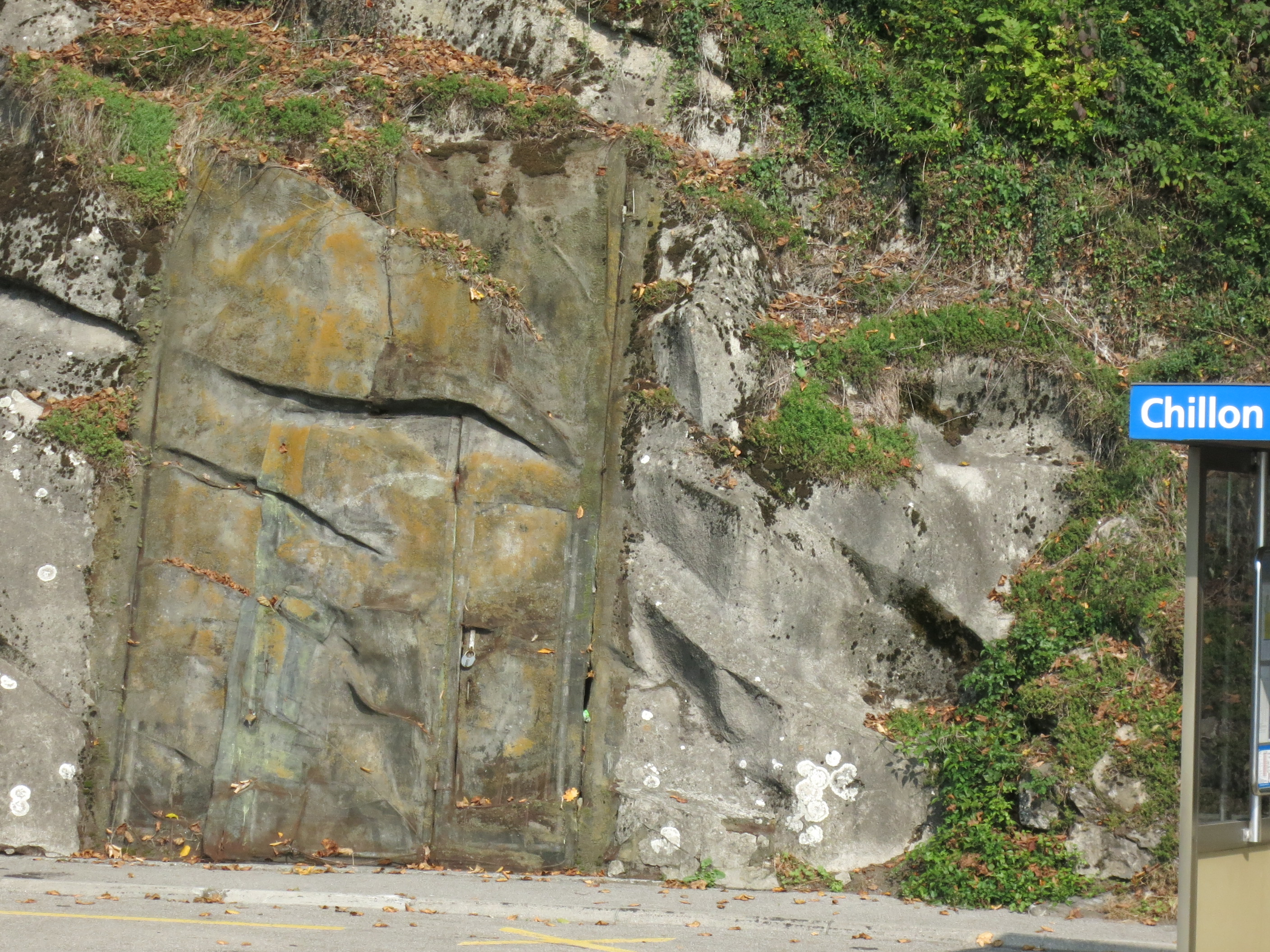
L'entrée du fort en 2015 avant sa transformation issue de l'aménagement du musée.
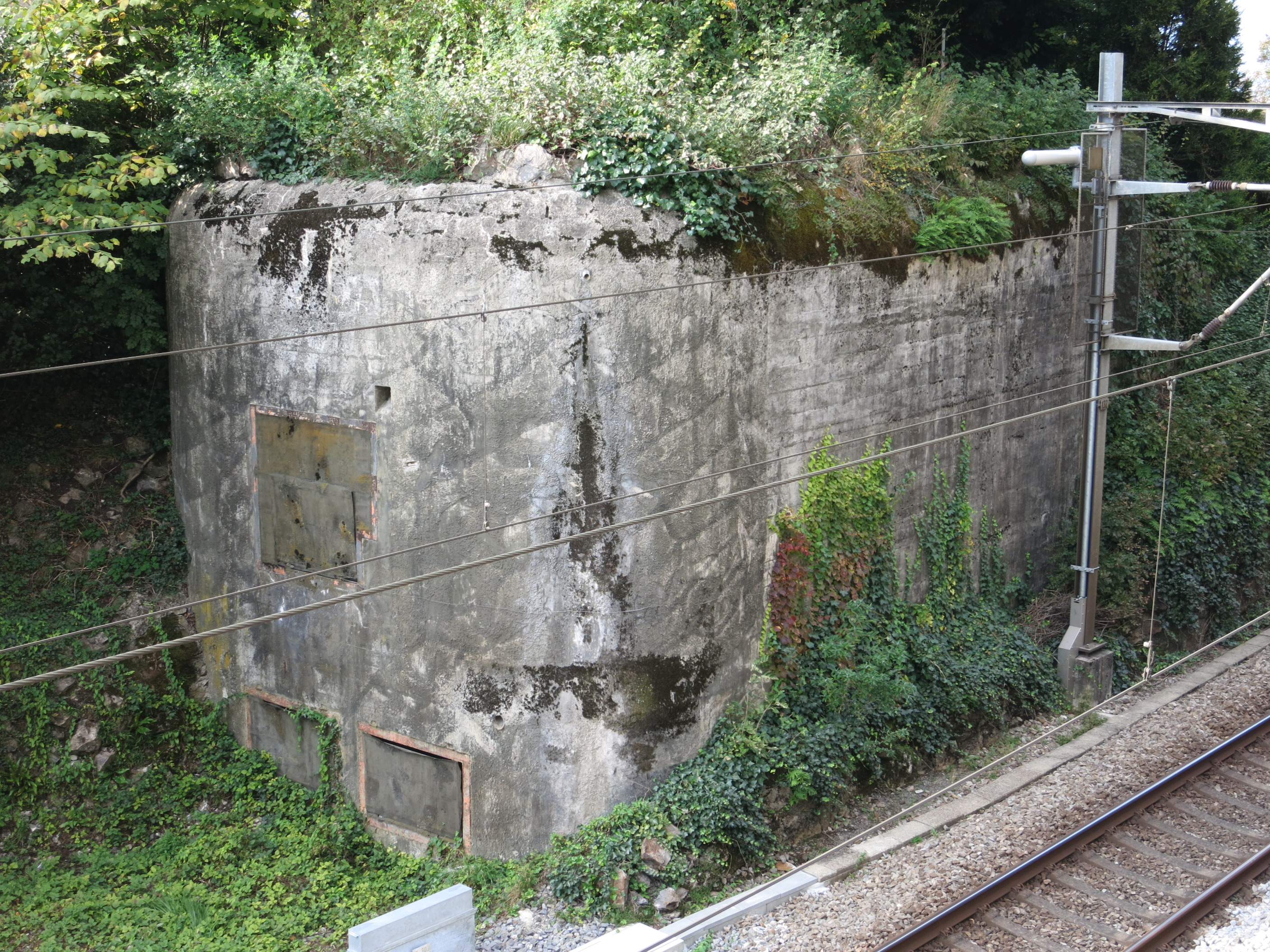
La casemate C4 bat la voie ferrée venant du sud. Embrasure du haut : canon antichar de 9 cm, embrasures du bas : mitrailleuse et fusil-mitrailleur/observatoire.
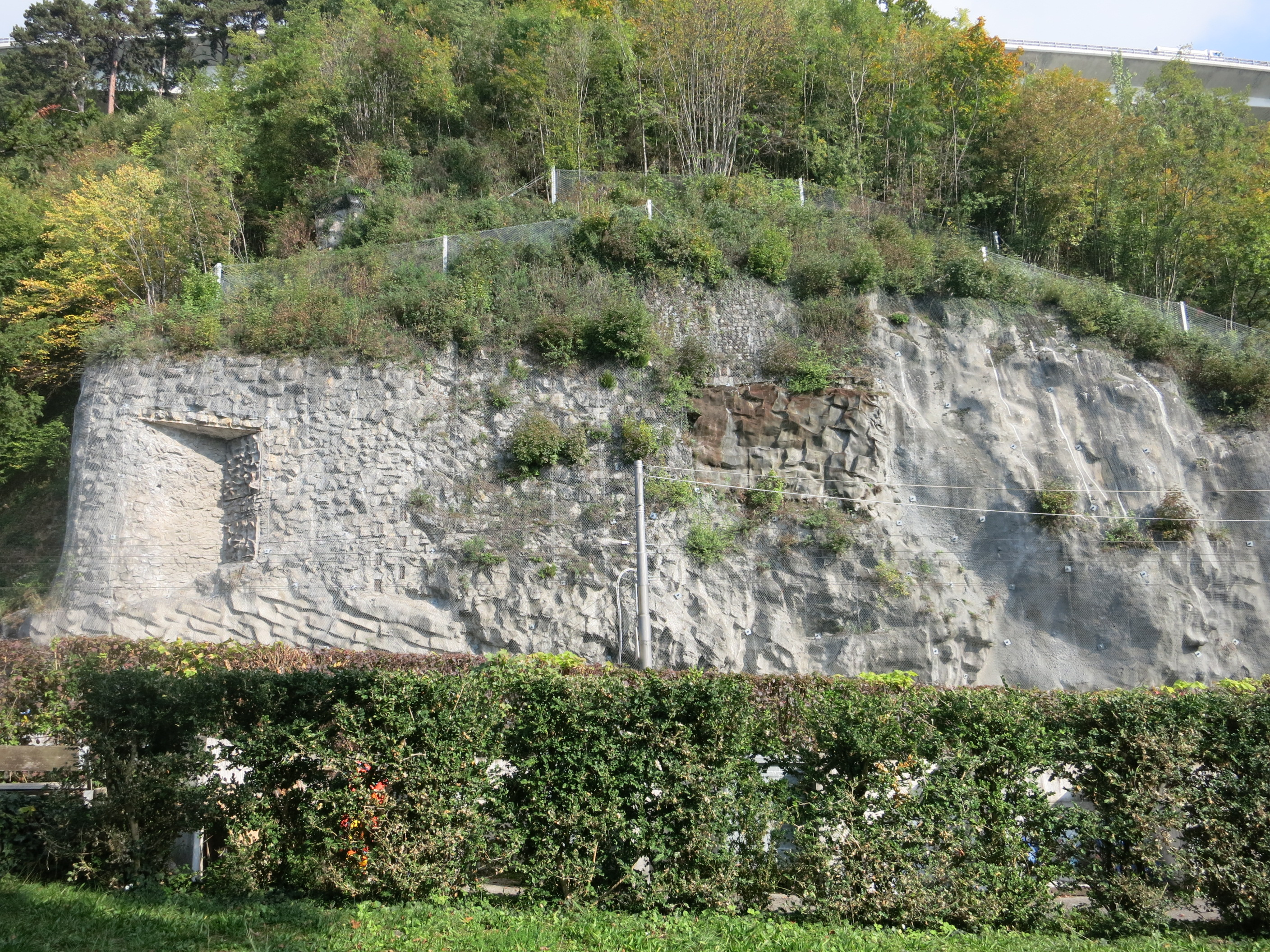
La casemate C5 bat la route venant du nord, la casemate C6 bat au centre en direction du château.
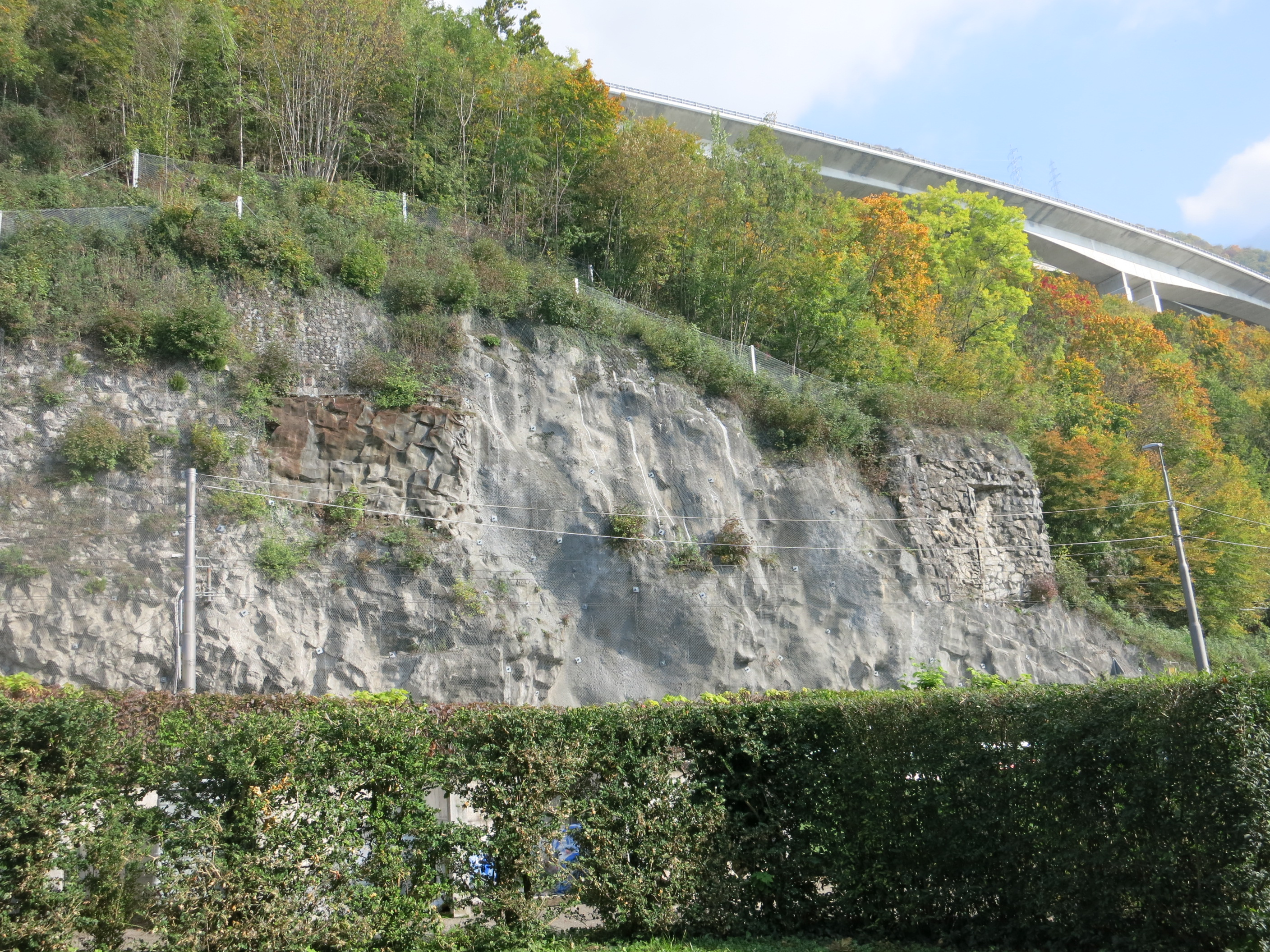
Casemate C6 (au centre) et C7 (à droite)
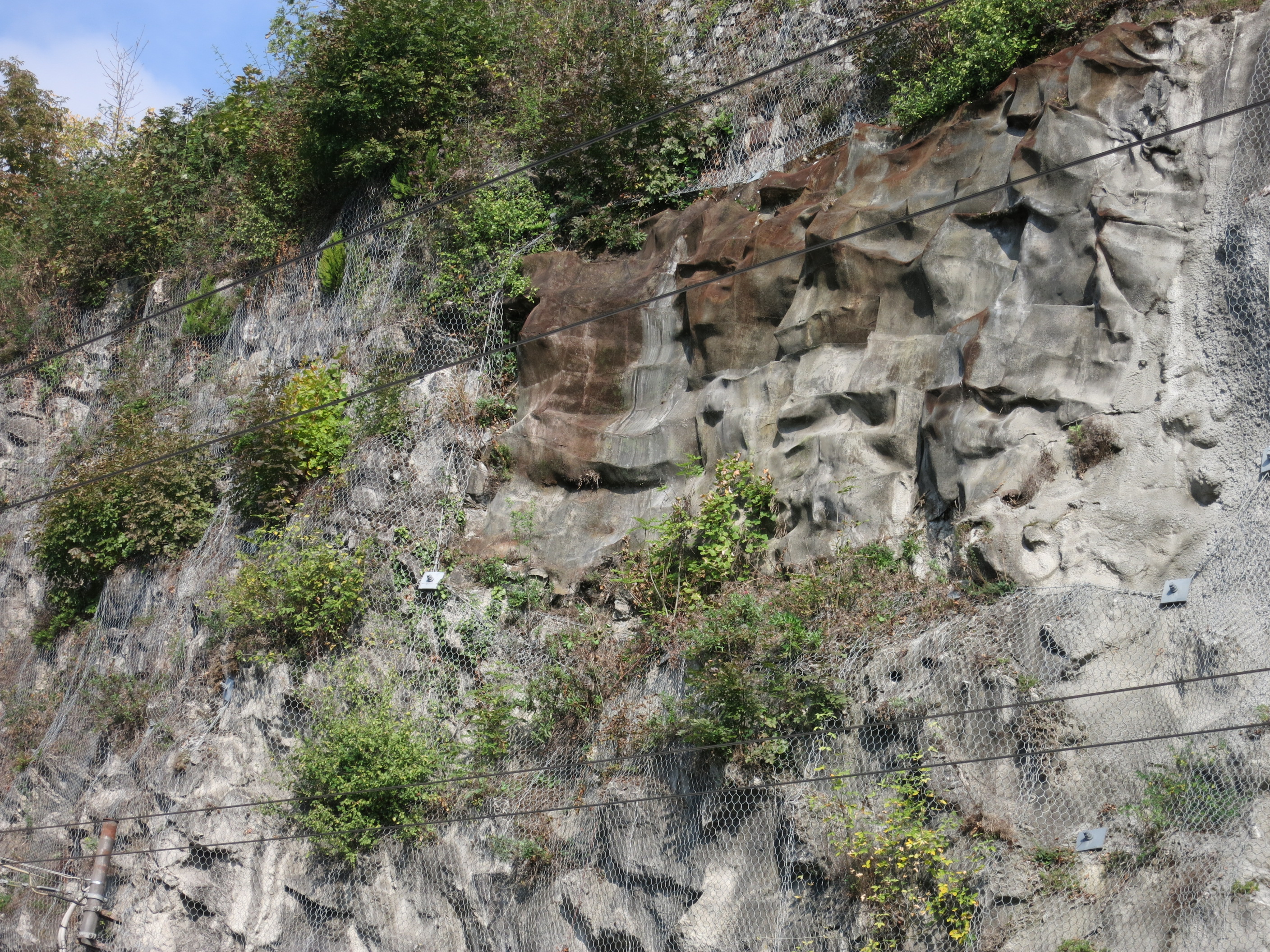
Détail de l’extérieur du camouflage rocher de la casemate 6.
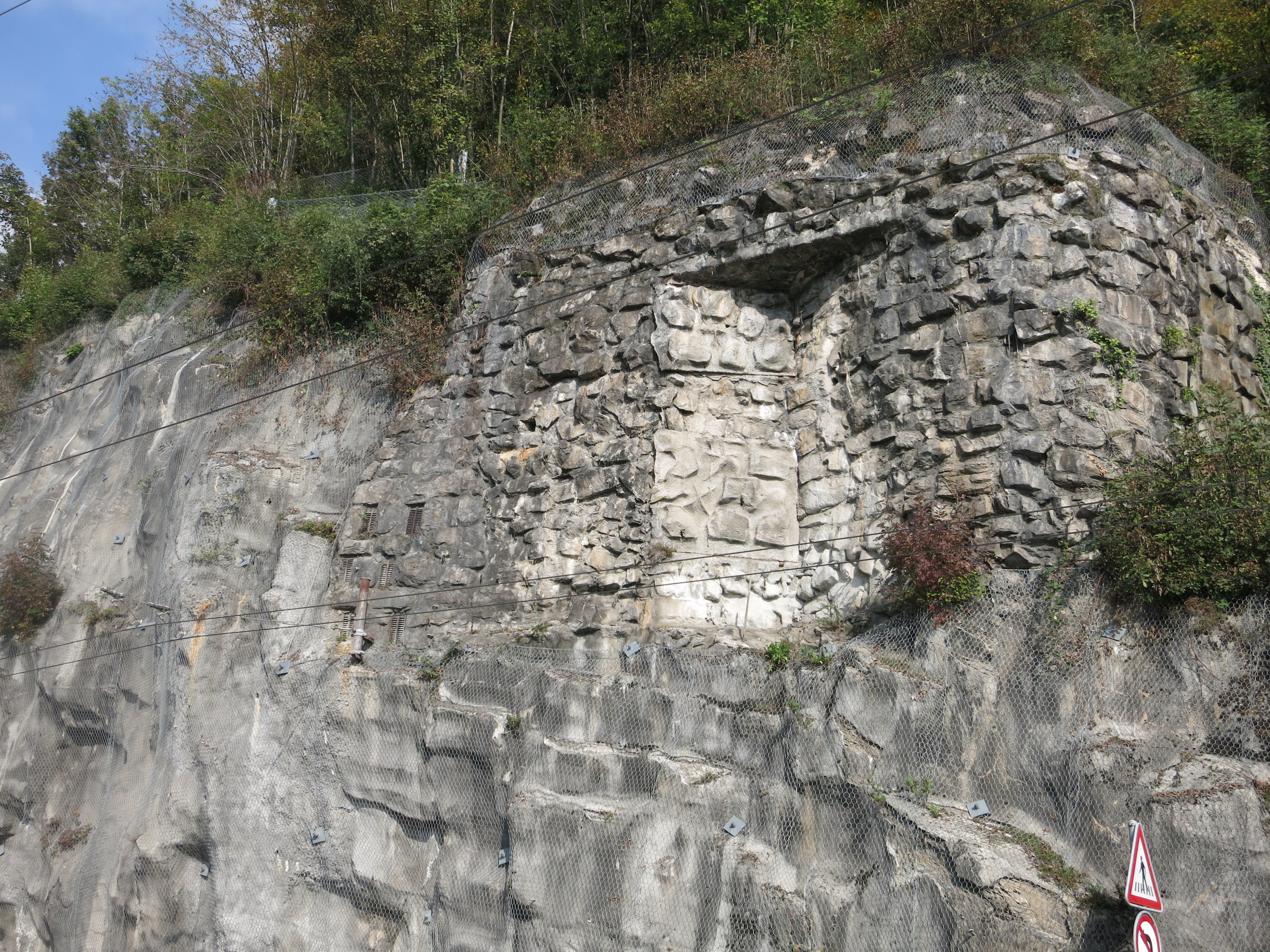
La casemate C7 bat la route principale venant du sud.

## Défense extérieure
- Points d'appui de l'ouvrage pour la défense extérieure
  - Rocher de Veytaux, ouvrage d'infanterie A389 : 2 mitrailleuses 11 (mitr 11) remplacées par des mitrailleuses de forteresse 51 (mitr fort 51) en 1972
  - Montagnette, ouvrage d'infanterie A383? : 2 mitr 11 remplacées par des mitr fort 51 en 1972 (occupé par des éléments de la défense extérieure assuré par une section du rgt inf 88 (1943-1978).
  - Champ-Babau, ouvrage d'infanterie A382 : 3 mitr 11 remplacées par des mitr fort 51 en 1972, 2 lance-mines 8,1 cm 1933 (lm 8,1 cm 33) sur affût spécial 360° et 5 FM/Obs.
  - A 391 Montagnette : 2 lance-mines de 8,1 cm 1933 (lm 8,1 cm 33)
- Fortins d'infanterie répartis au-dessus du fort
  - A384 : 2 embrasures
  - A385 : 1 mitr et 2 FM/Obs
  - A386 : 2 embrasures
  - A387 : 1 mitr et 1 FM/Obs
  - A388 : 2 embrasures
- Solitaires (position de tir en béton abritant un soldat) répartis autour du fort
- Particularité : 2 créneaux de défense rapprochée aménagés dans le mur de soutènement de la route principale au-dessus de la voie de chemin de fer à titre de contre-ouvrage des casemates C3 et C4
- Un réseau dense de barbelé fixe, complété au besoin, entourait le fort.

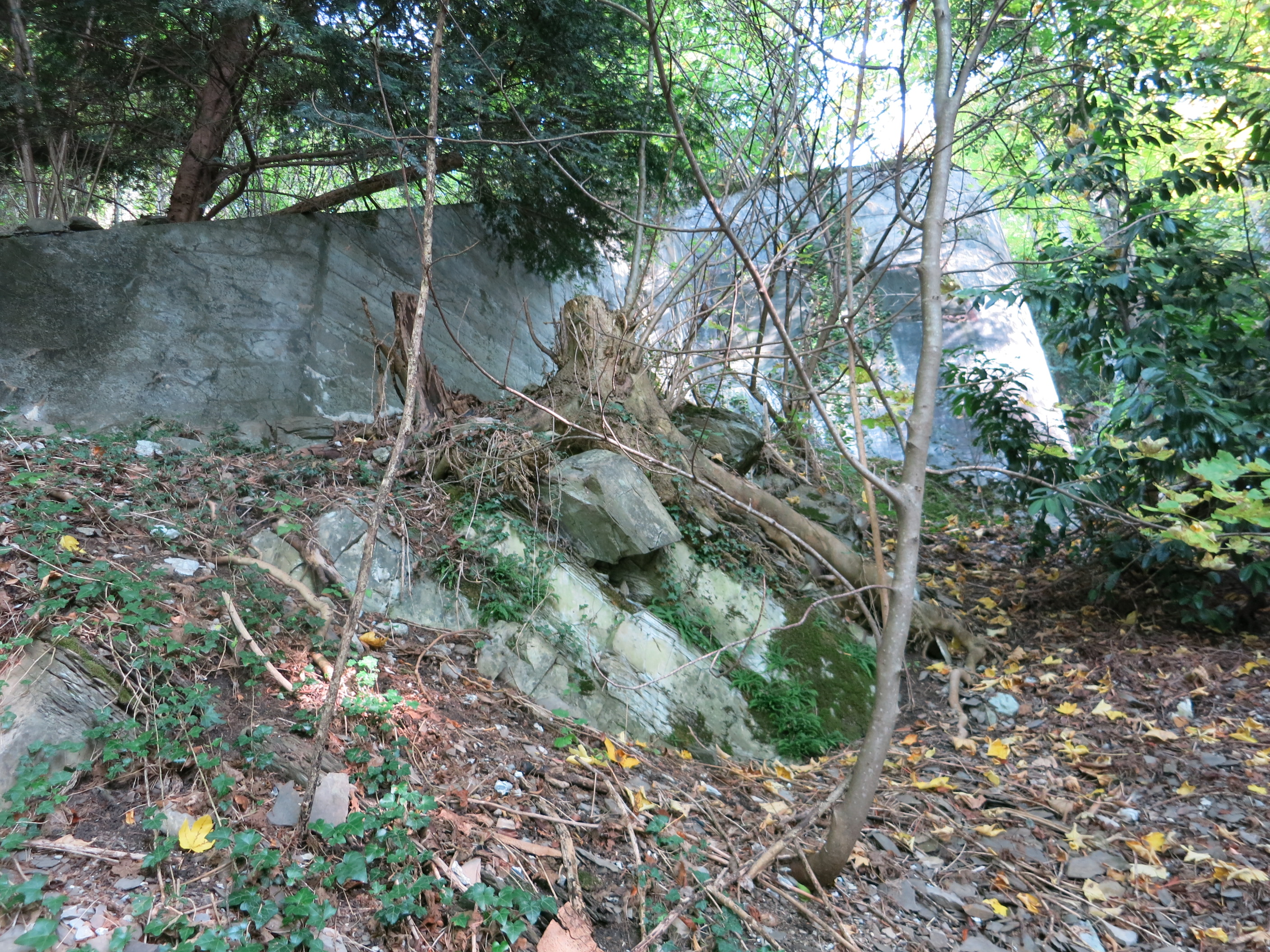
Le fortin d'infanterie A387 en contre-plongée dans la pente abrupte au-dessus du fort.
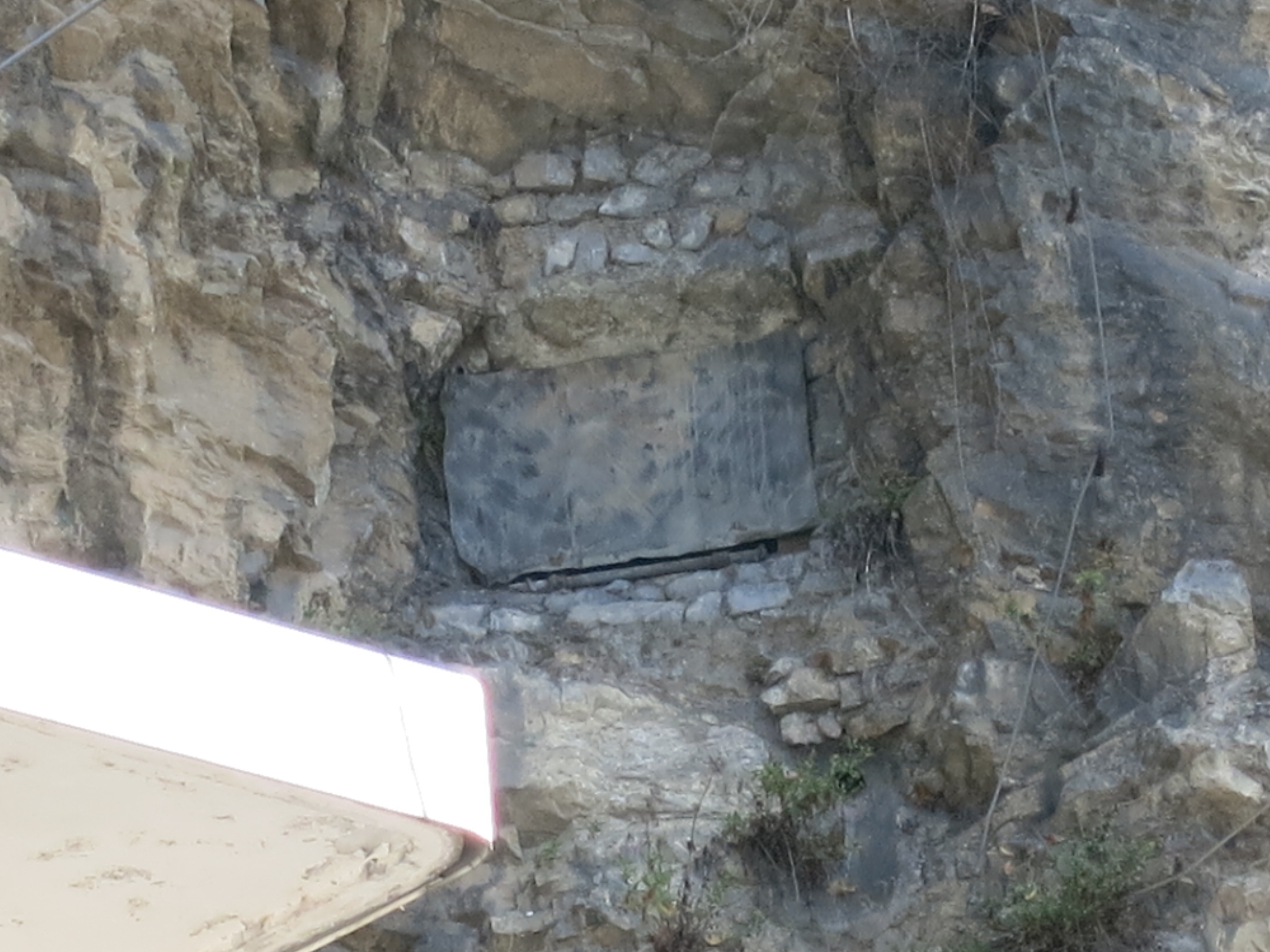
Une embrasure camouflée de l'ouvrage d'infanterie A389.
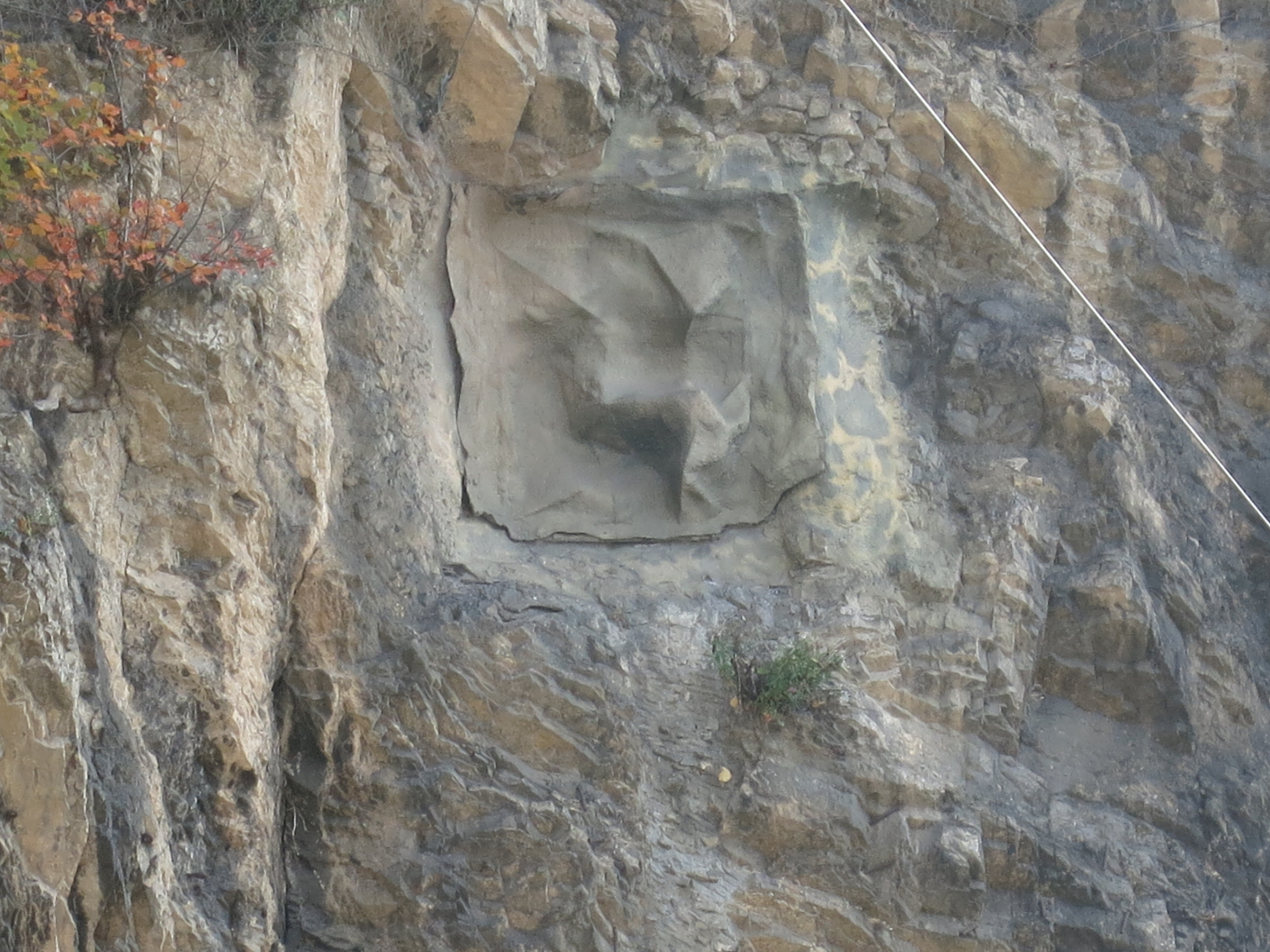
Une autre embrasure camouflée de l'A389.
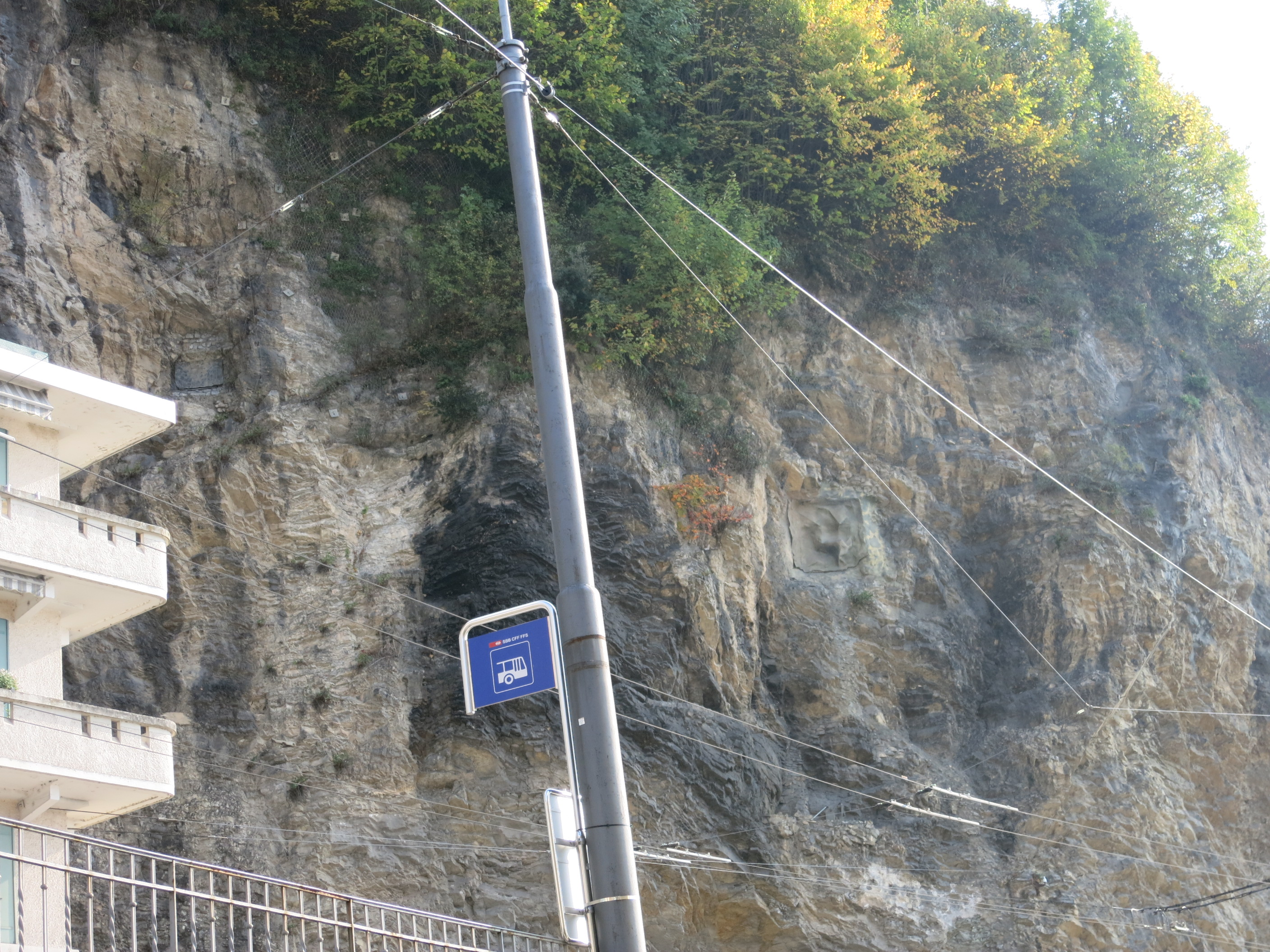
Vue des deux embrasures précédentes la paroi rocheuse.

## Positions de barrage

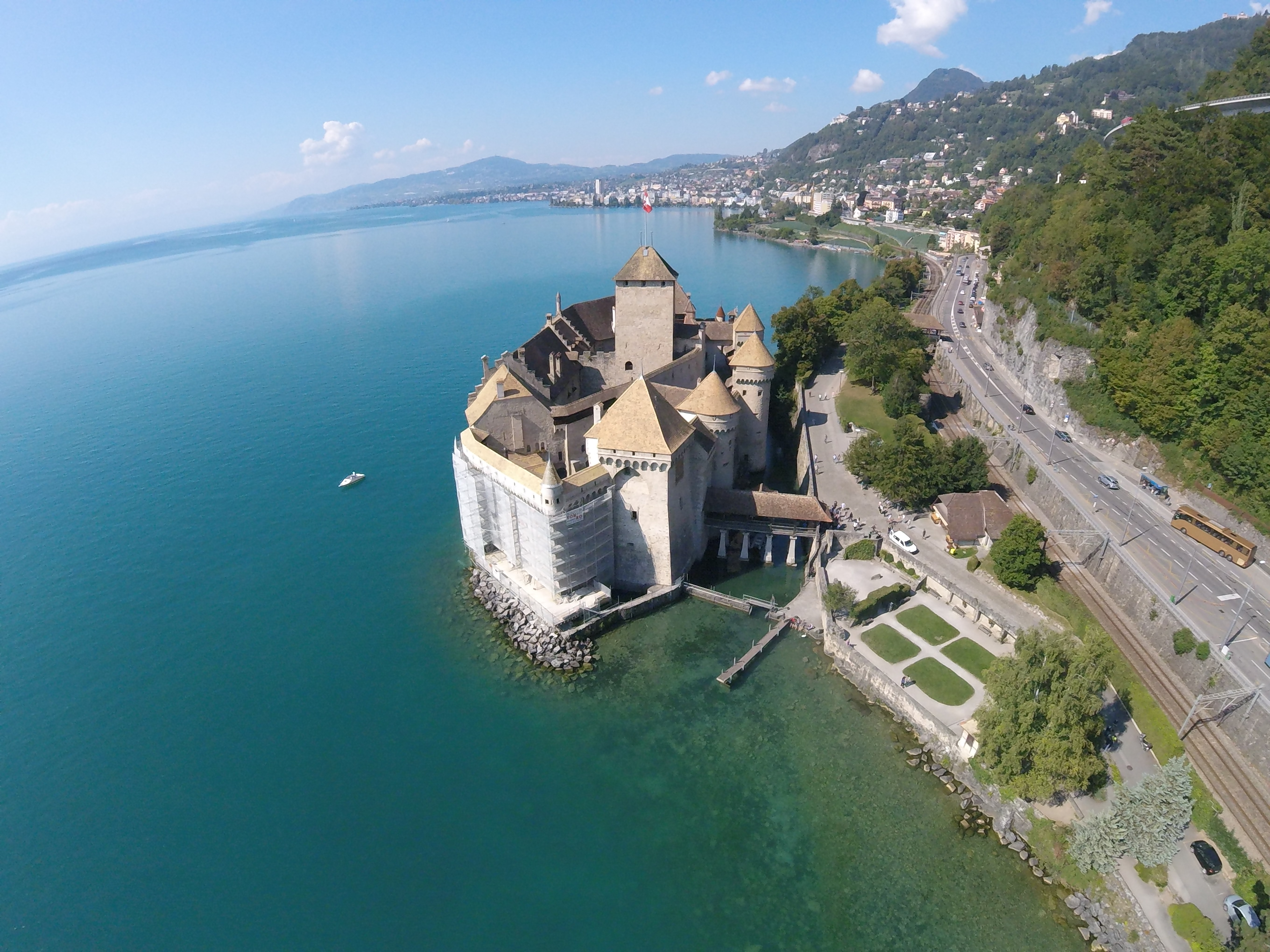
En tant que passage obligé, Chillon constitue probablement en Suisse un des exemples les plus frappants de la continuité historique en matière de renforcement de terrain. C6 et C7 sont visibles dans la paroi rocheuse en face du château et C4 entre la voie ferrée et le château.

Le fort avait sous sa responsabilité la position de barrage de Chillon sur l'axe Riviera - Chablais vaudois et les positions de barrage du Fenalet et de la Porte du Scex sur l'axe France - Saint-Gingolph - Chablais valaisan auxquelles le fort apportait un soutien d'artillerie.
Les barrages sont constitués ici d'obstacles antichars permanents (toblerones,, réseau de rails plantée dans le sol), de barricades antichars routières (rails enfilés à la verticale dans des puits préparés dans la route) et d'ouvrages minés OMI (ici routes, voies ferrées et viaduc) préparées à la destruction) battus par des positions armées protégées (ouvrage sous roc, fortin).

### Position de barrage Chillon
Les ouvrages minés (Omi) (Sprengobjekt (de) SprO) étaient préparés par la cp mi 50. Du nord au sud :
- Barrage nord BAC T82 : ligne de toblerone, mur antichars et emplacements pour barricades routières sur la route principale (BAC T8201) et la rue Le They (BAC T8202).
- Omi M01256 : viaduc de Chillon
- Omi : route locale Veytaux - Villeneuve tracée pour la construction du viaduc
- Omi : au nord du fort (route principale et voies de chemin de fer). Cet OMI a été démantelé en 2007[11].
- Barricades sur routes secondaires
- Barrage sud : ligne de toblerones et emplacements pour barricades avec rails sur la route principale et le quai Alfred Chatelanat
- Omi M00236? : au sud du fort (route principale et voie de chemin de fer)
- Barricade sud : route principale

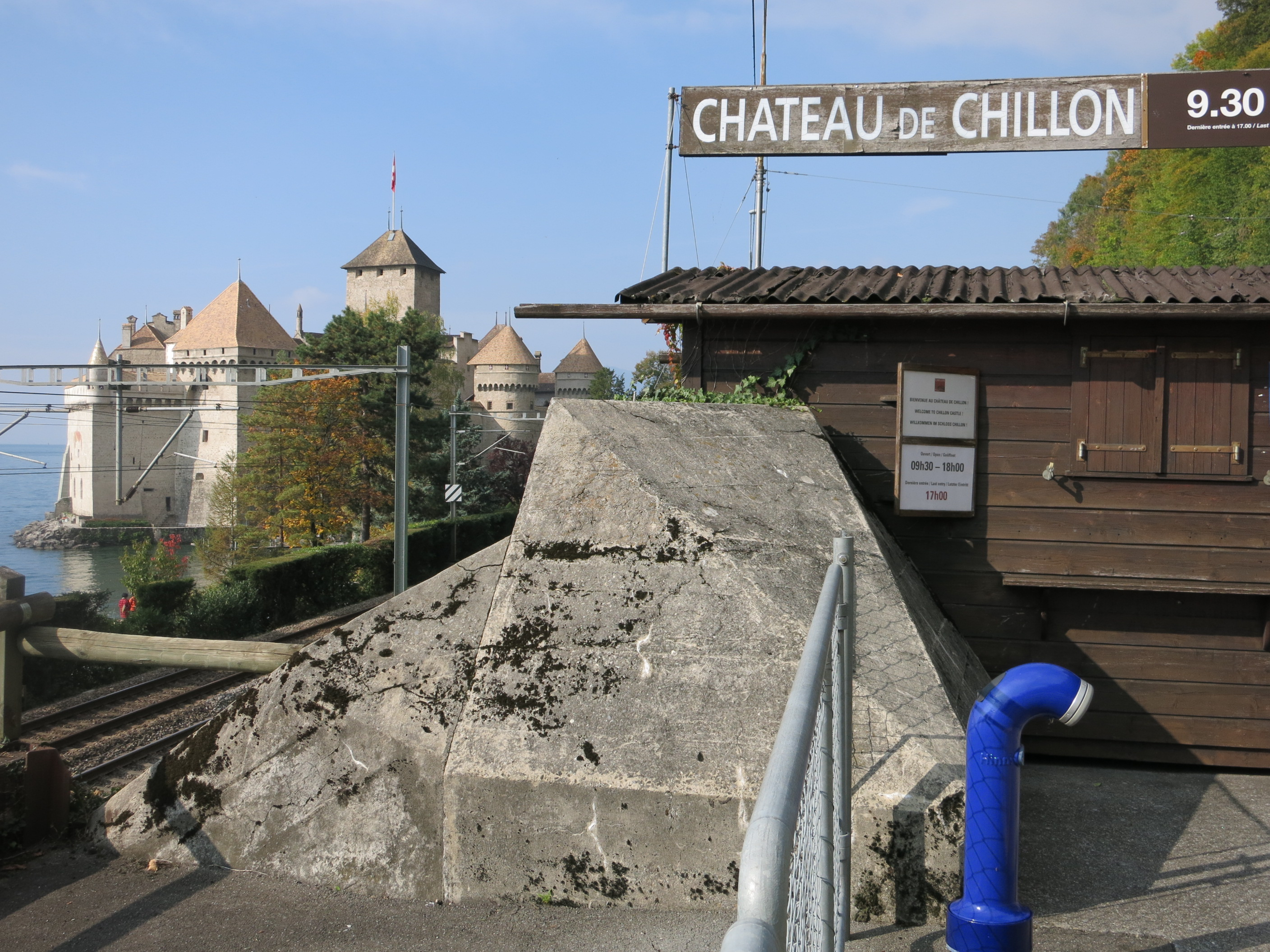
Toblerone du barrage antichar sud.
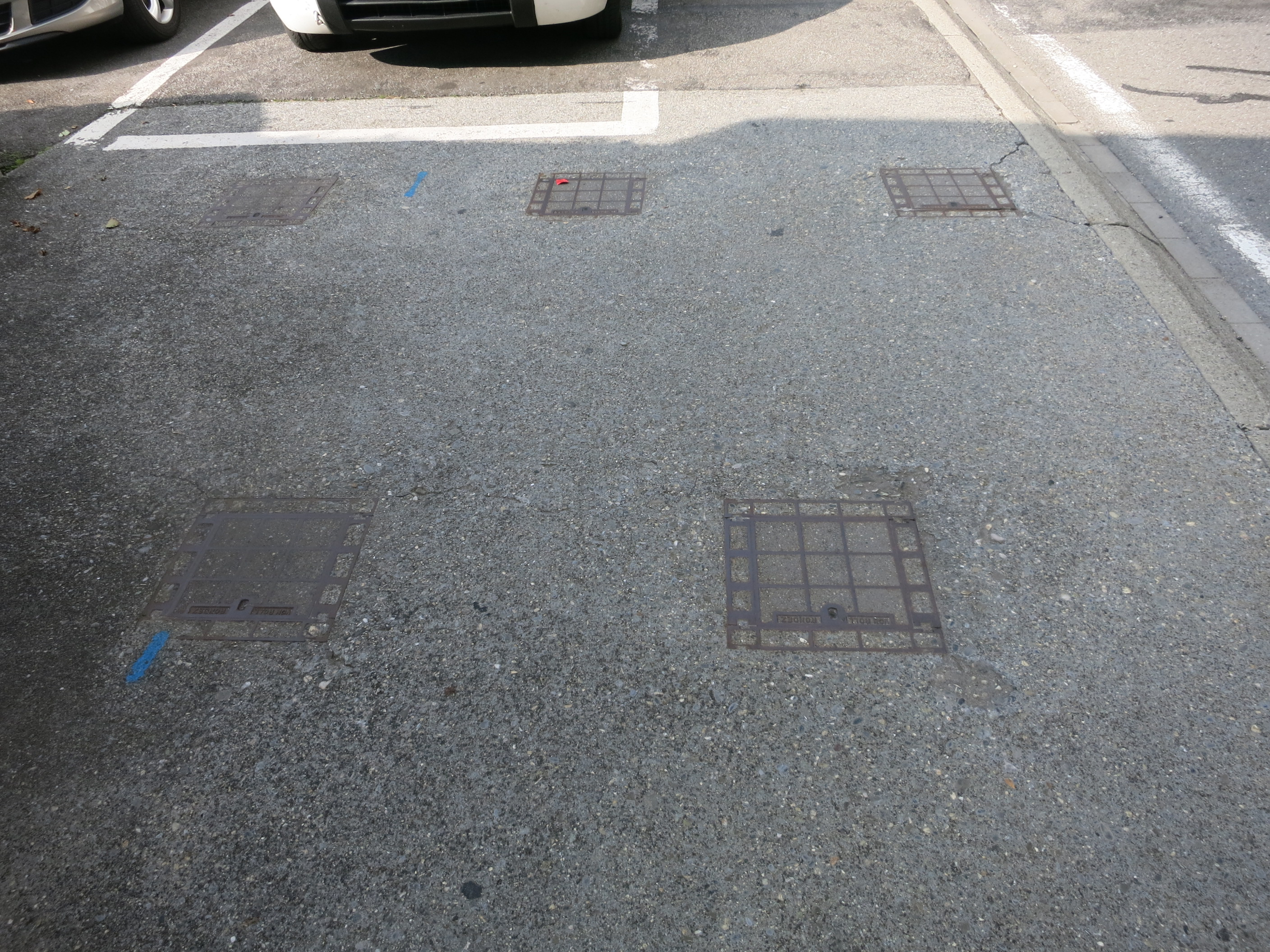
Puits pour l'insertion des rails de la barricade routière sud.
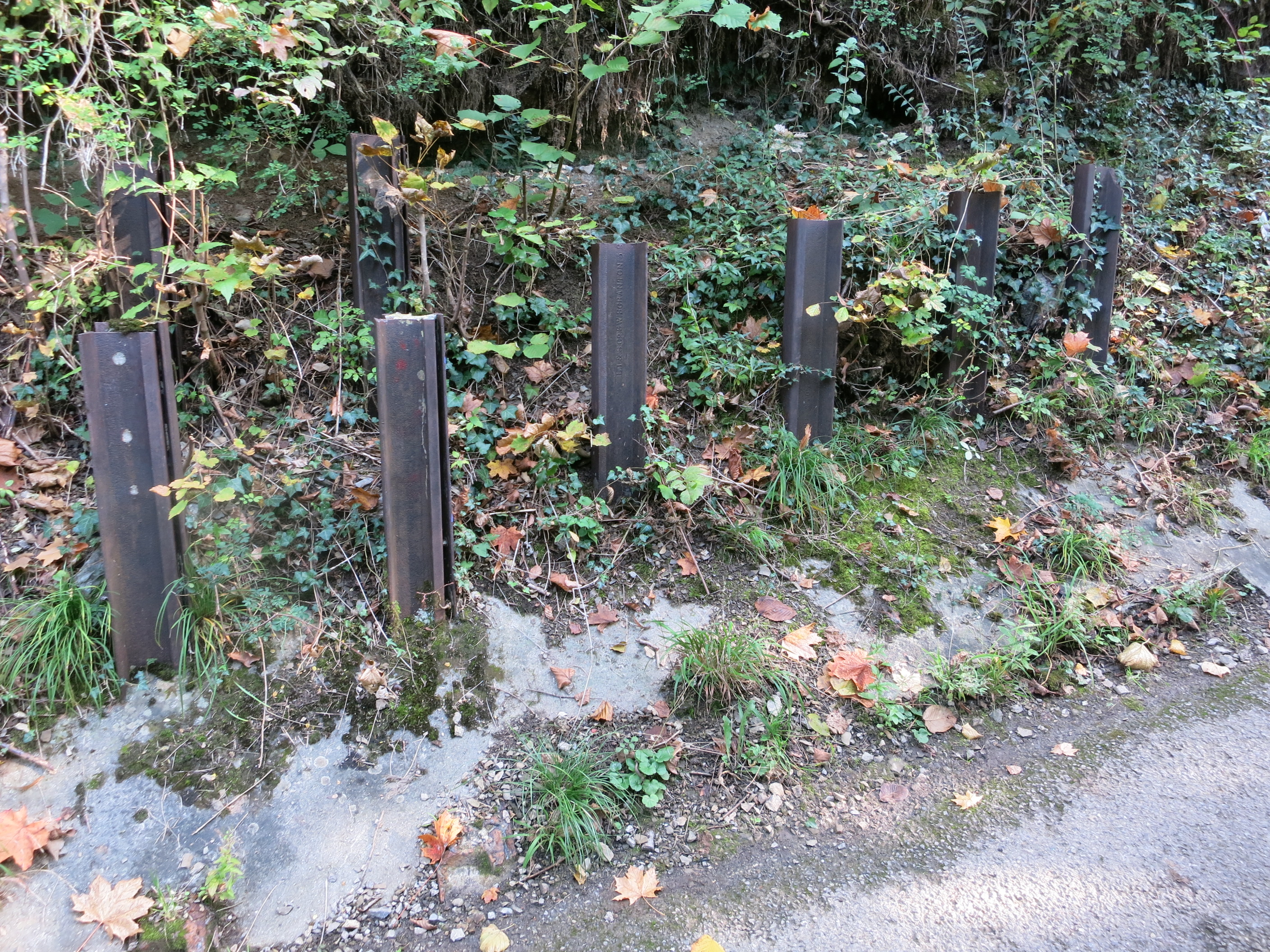
Barrage antichar complétant la barricade routière démentelée d'une route locale sans issue.

### Position de barrage de Saint-Gingolph - Fenalet
Premier barrage sur la rive sud du Léman pour l'accès au Chablais valaisan, le barrage du Fenalet est situé à la sortie de Saint-Gingolph en direction du Bouveret entre le lac et la base du Grammont. Le fort de Chillon, situé sur la rive opposée du lac à environ 9 400 mètres de distance, assura la couverture d'artillerie de 1942 à 1978, année de la fin de la fonction artillerie du fort. Le fort de Champillon couvrait le barrage de son artillerie de 1943 à sa mise hors service en 1994.
Il était constitué d'une barricade antichar sur la route principale entre le mur de soutènement de la ligne de chemin de fer et un bâtiment au bord du lac. Il était sous le feu d'un ouvrage d'infanterie souterrain et creusé dans le roc placé quelques centaines de mètres en retrait dans une butte entre la route et la voie ferrée. À sa construction l’armement comprenait un canon antichars Pak 41 de 4,7 cm, remplacé plus tard par un Pak 50/57 (de) de 9 cm sur affût à pivot, et une mitrailleuse. En outre la route et le mur de soutènement de la voie de chemin de fer, qui constituaient ici des ouvrages minés (OMI), pouvaient d'être détruits sur plusieurs dizaines de mètres.

### Position de barrage de la Porte du Scex

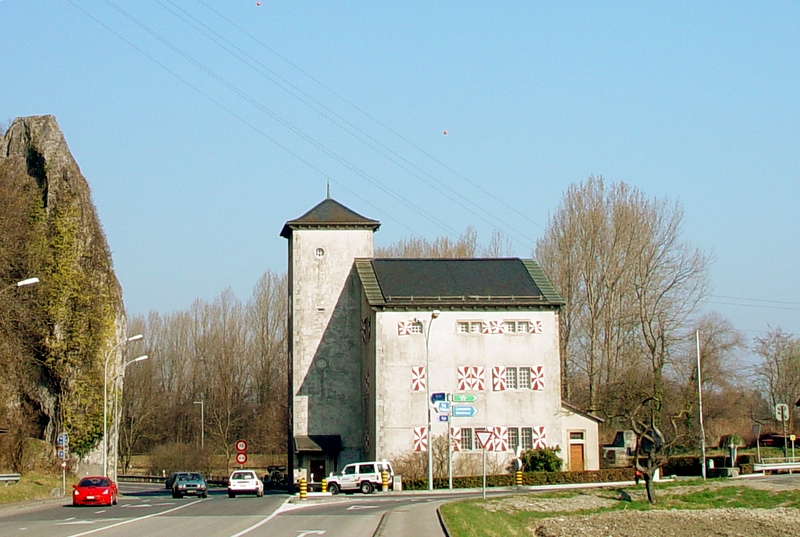
Vue du sud de la Porte du Scex. À gauche l'ouvrage d'infanterie logé dans le rocher (scex en arpitan), au centre la route Le Bouveret – Monthey et à droite la route en direction de Villeneuve (pont miné sur le Rhône hors vue) avec en arrière plan des éléments du barrage antichars.

Le barrage de la Porte du Scex, prévu dès 1937, est le premier barrage de la rive gauche du Rhône et donc le second sur l'axe Saint-Gingolph - Saint-Maurice. Jusqu'à l'ouverture en 2012 du pont de la nouvelle H144 en aval, le pont routier construit en 1909 juste en amont du château de la Porte du Scex constituait le premier pont routier traversant le Rhône en venant depuis le Léman en direction du sud. La couverture d'artillerie était assuré par le fort de Chillon de 1942 à 1978 et par le fort de Champillon de 1943 à 1994.
Une ligne de toblerones en avant du château entre la paroi rocheuse (le Scex), le canal Stockalper et le Rhône constituait le barrage. Des barricades antichar mobiles (puits verticaux pour rails) était implantée sur la route principale et la voie ferrée. Le pont sur le Rhône était miné (OMI). Un ouvrage d'infanterie (A370) situé dans le rocher (scex) battait le barrage. Il était constitué d'une casemate avec mitrailleuse, d'une casemate observatoire/tir fusil mitrailleur (puis remplacé par le Fass 57), d'une casemate avec canon antichar de 9 cm, ainsi que d'un cantonnement étanche aux gaz avec un central de transmission (Central TF) et d'un local de matériel. L'entrée se trouve au sud du rocher.
En raison de la stratification des phases de fortifications de la Porte du Scex, la position est reconnue de valeur historique nationale. Elle représente « un exemple particulièrement marquant de permanence dans un passage déjà tactiquement fort géographiquement parlant ».

## Musée du Fort de Chillon
En juin 2013 est créée la société Fort de Chillon. En 2018, elle obtient l’obtention du permis de construire d'un musée, permettant le lancement du projet d'un coût global de 9 millions. Le musée ouvre en décembre 2020. Plus de 2 000 m2 et quelque 20 pièces sont maintenant visitables au public. Outre la visite du fort, le musée intègre les enjeux du réduit national, propose une simulation de la vie quotidienne de la garnison ainsi qu'une salle de jeux de stratégie en réalité augmentée et 3D sur l’histoire et la géographie sous un angle interactif.
Au-delà de la dimension historique, le musée propose également des technologies de réalité virtuelle, des quizz et des jeux de stratégie.

Panneau d'information du musée
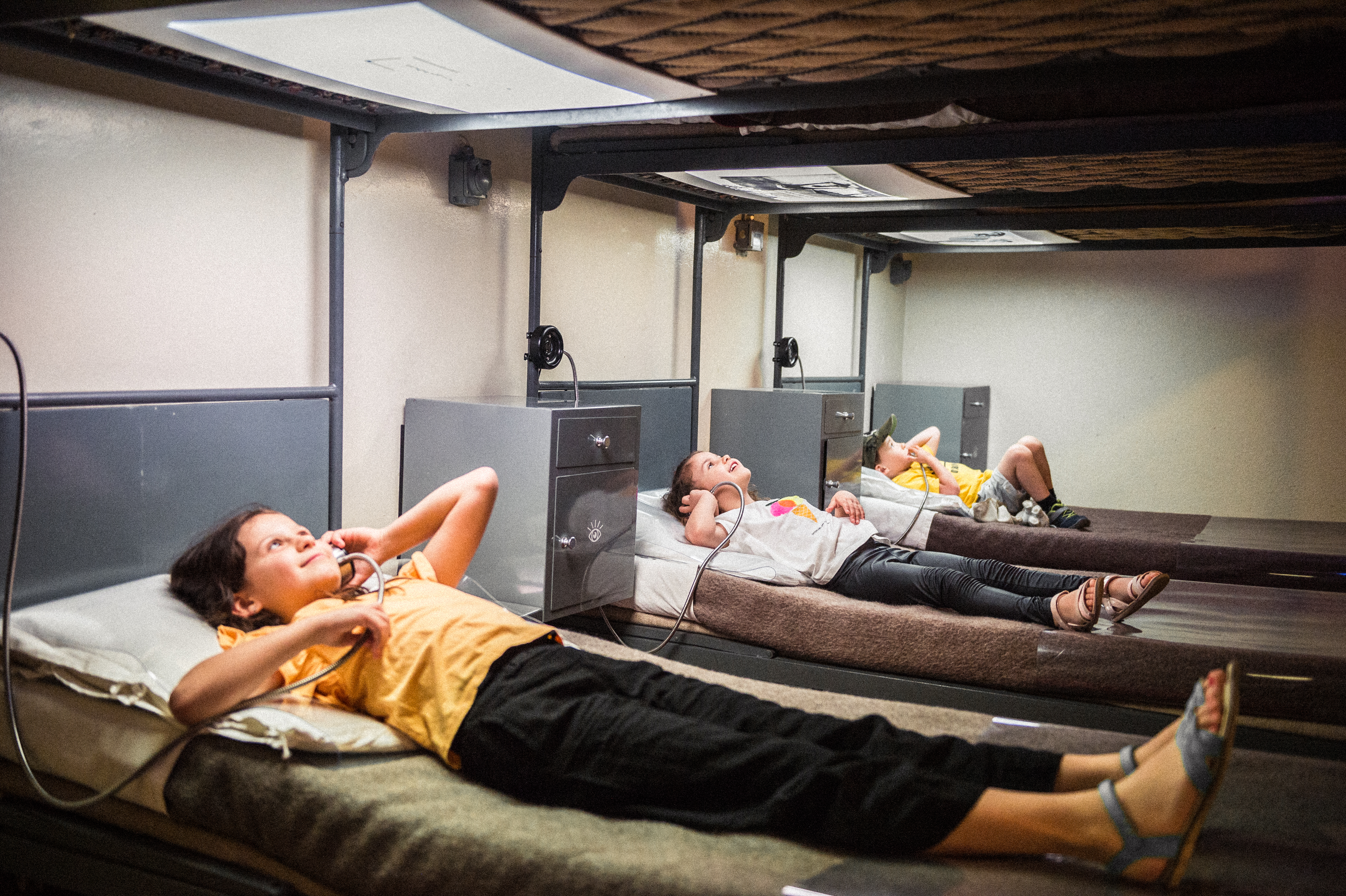
Projection dans l'infirmerie
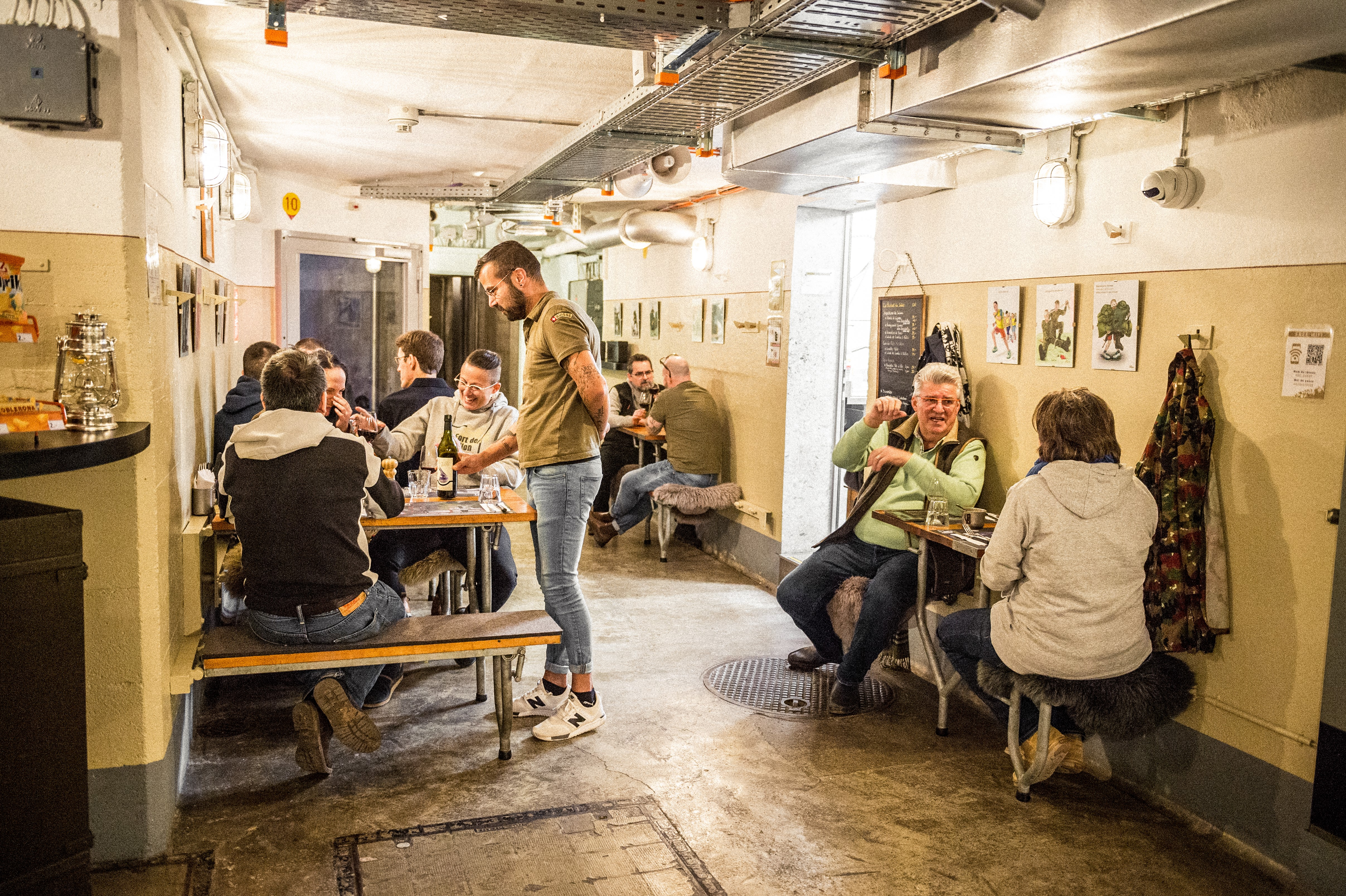
Le Bistrot du Soldat
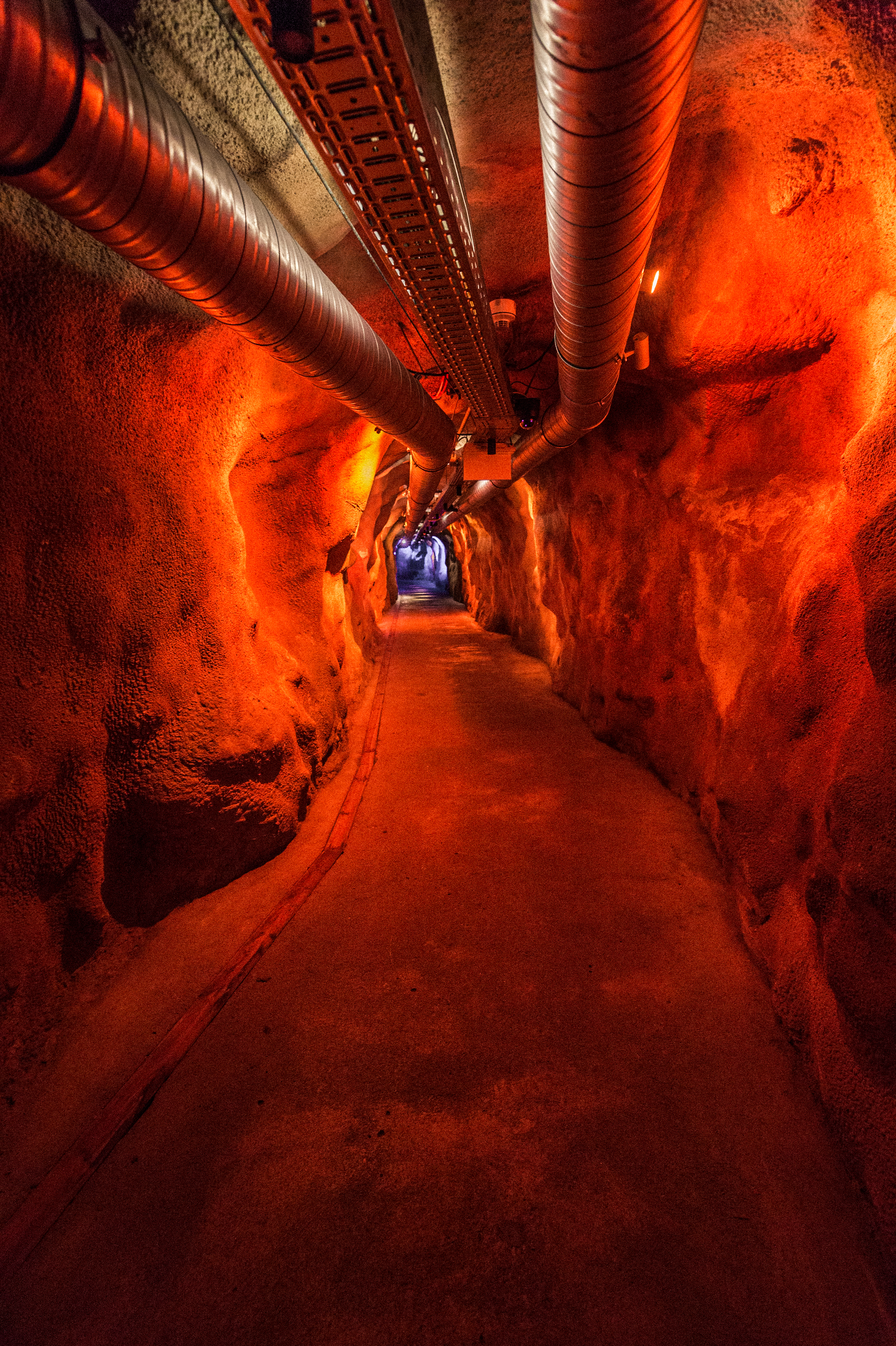
Couloir General Guisan
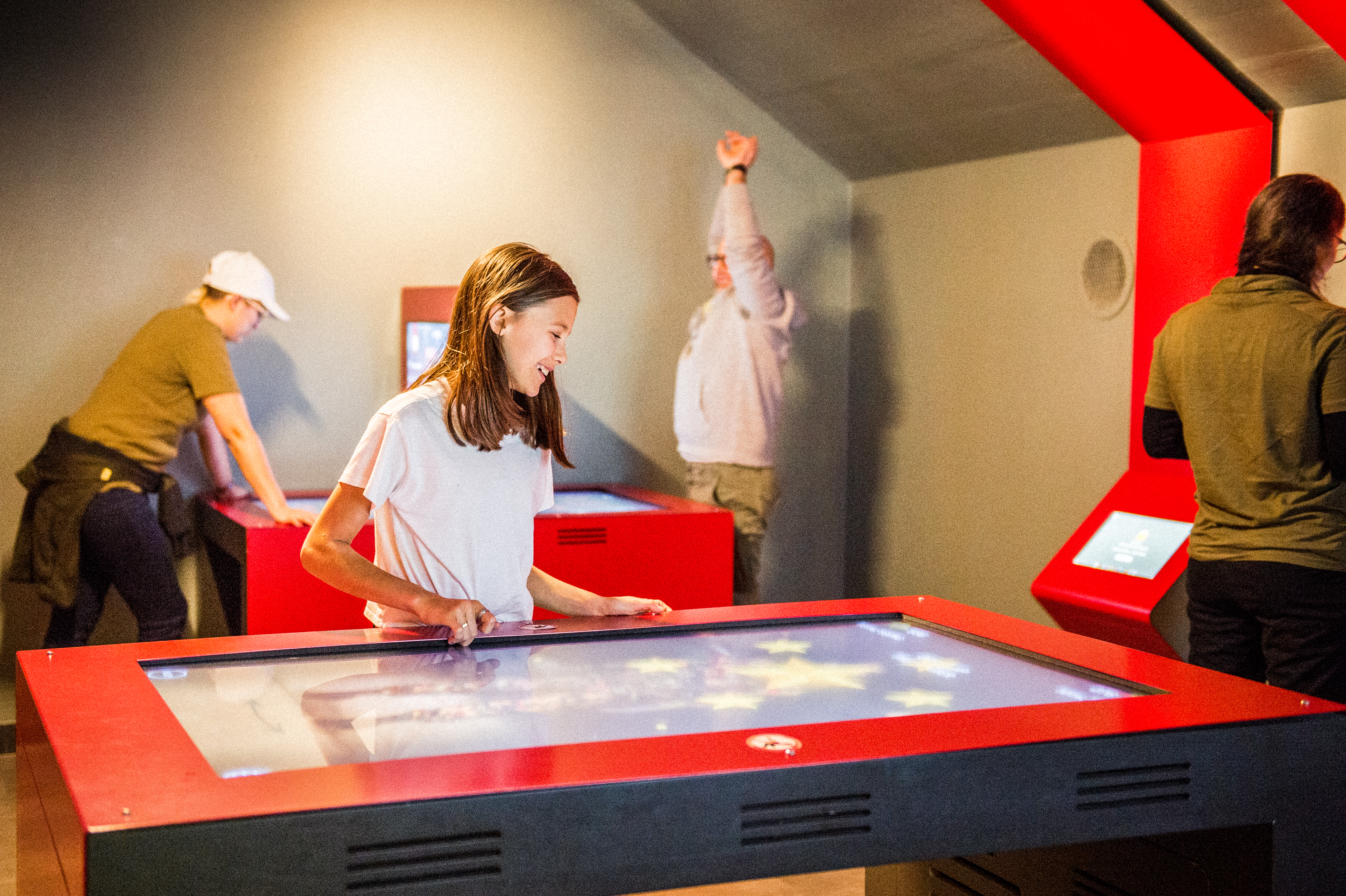
Salle de jeux